# Jovis Tholus
Jovis Tholus est un volcan situé sur la planète Mars par 18,2° N et 242,5° E, dans le quadrangle de Tharsis. Large de 58 km, il s'élève à environ 1 km au-dessus du renflement de Tharsis, et à environ 3 000 m d'altitude au-dessus du niveau de référence martien. Il possède une large caldeira, appelée Ulysses Patera, d'environ 28 km de diamètre et 1 km de profondeur.

## Géographie et géologie
Jovis Tholus est un petit cône volcanique isolé à l'est d'Olympus Mons et au nord-ouest d'Ascraeus Mons, à proximité de Jovis Fossae.
|                                                                      |  |                                          |
| Carte de la région d'Olympus Mons et de la chaîne de Tharsis Montes. |  | Topographie de Jovis Tholus par le MOLA. |

Ce volcan n'a pu encore être daté avec précision, mais son âge minimum peut être estimé indirectement à 3,7 Ga par datation relative, ce qui en fait un volcan noachien dont l'activité ne se serait pas prolongée longtemps à l'Hespérien. Compte tenu de cette grande ancienneté, l'édifice volcanique est par conséquent largement enfoui sous les couches de lave constituant le renflement, ce que laissait par ailleurs supposer les dimensions de sa caldeira par rapport au cône apparent.
La forme générale de ce cône est d'ailleurs remarquable par le fait que la caldeira est inclinée vers l'ouest, comme si l'édifice dans son ensemble avait été déséquilibré par le soulèvement du renflement de Tharsis à l'Hespérien.